# Bacteriologia

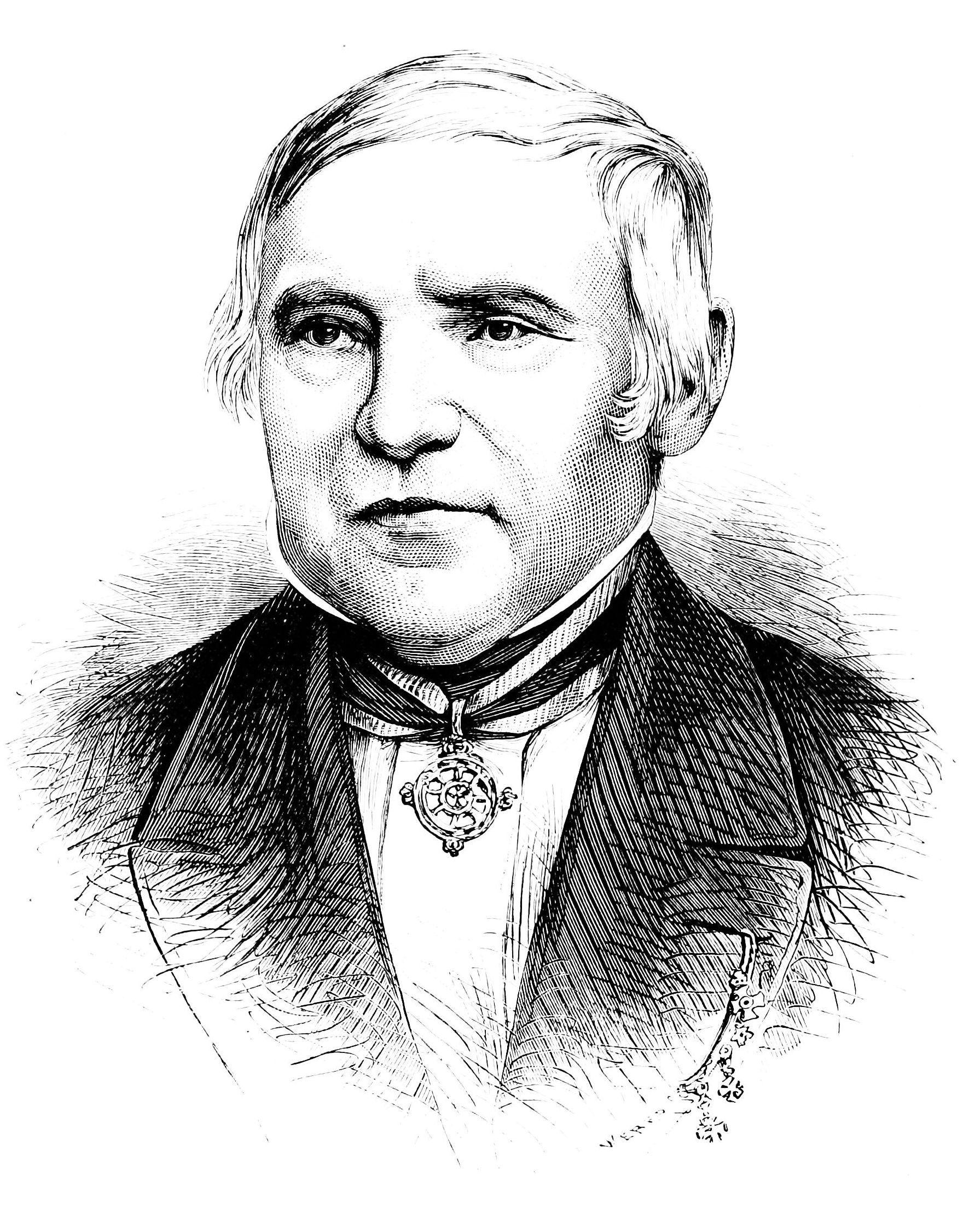
Christian Gottfried Ehrenberg, biólogo que nomeou o gênero Bacterium.

A Bacteriologia é a especialidade da biologia que estuda a morfologia, ecologia, genética e bioquímica das bactérias bem como outros muitos aspectos relacionados com elas. Esta subdivisão de microbiologia envolve a identificação, classificação e caracterização de espécies bacterianas.

## Bacteriologia e microbiologia

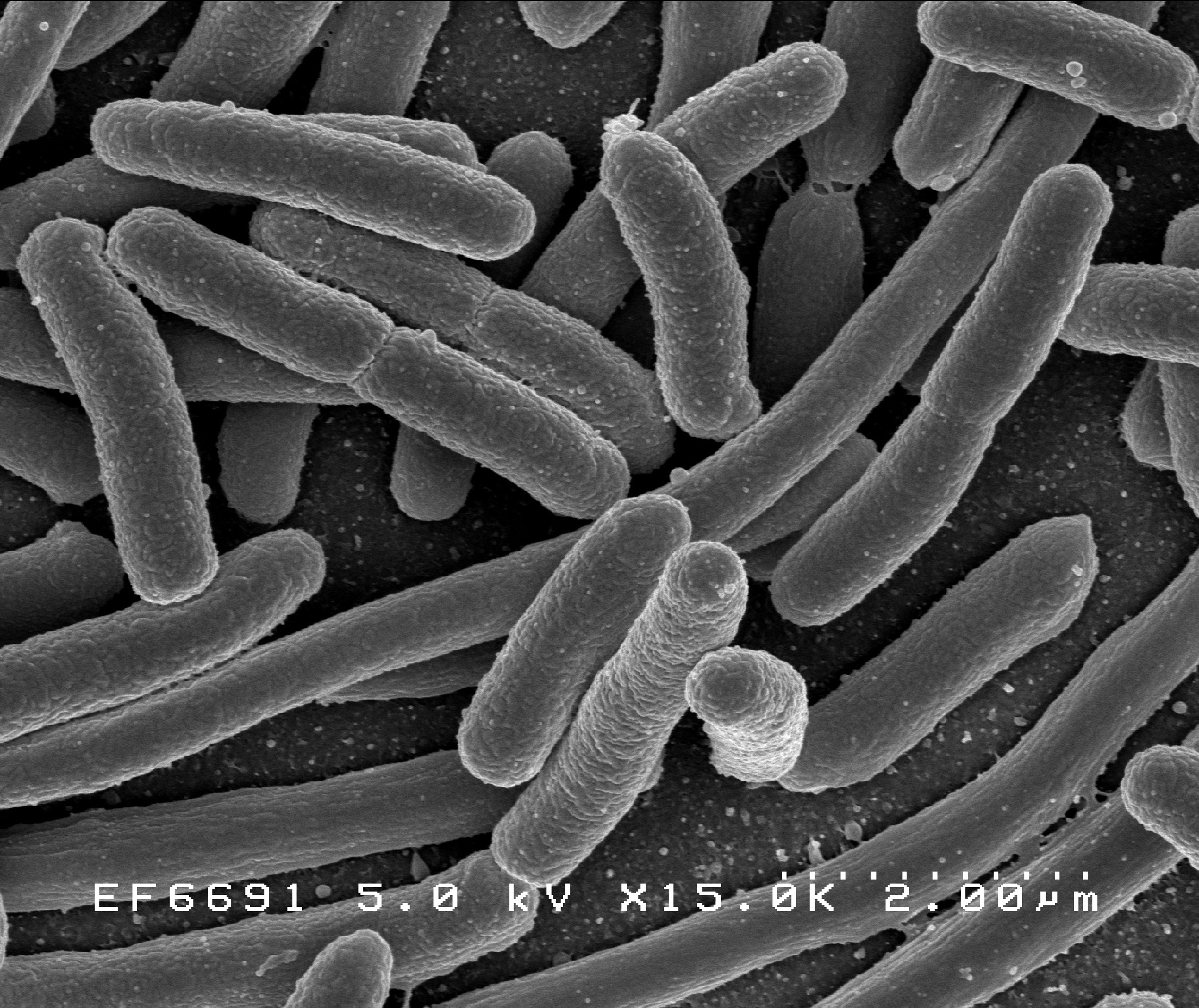
Micrografia eletrônica de varredura de Escherichia coli, cultivada em cultura e aderida a uma lamínula.

Devido à semelhança em se pensar e trabalhar com microorganismos que não sejam bactérias, como protozoários, fungos e vírus, tem havido uma tendência para o campo da bacteriologia se estender como microbiologia. Anteriormente, os termos eram utilizados indistintamente. No entanto, a bacteriologia pode ser classificada como um ramo distinto dentro da biologia.

## História
| “                                                                      | Meu trabalho, que tenho feito por muito tempo, não foi realizado para obter os elogios que agora aprecio, mas principalmente por uma ânsia de conhecimento, que noto que reside em mim mais do que na maioria dos outros homens. E assim, sempre que descobri algo notável, pensei ser meu dever registrar minha descoberta no papel, para que todas as pessoas engenhosas fossem informadas disso. | ” |
| — Antonie van Leeuwenhoek, em uma carta datada de 12 de junho de 1716. | |   |

| “                                          | Antony van Leeuwenhoek continua sendo uma das figuras mais mal compreendidas nas origens da biologia experimental. A visão popular é que Leeuwenhoek trabalhava de uma maneira essencialmente rude e indisciplinada, usando métodos de investigação não experimentados que careciam de refinamento e objetividade. Ele é freqüentemente designado como um 'diletante'. Além disso, seus microscópios foram descritos como primitivos e dúvidas foram expressas sobre sua capacidade de ter feito muitas das observações que lhe foram atribuídas. Pesquisas recentes mostram que esses pontos de vista são errôneos. Seu trabalho foi realizado de forma meticulosa e as observações registradas com esmerada diligência. Embora possamos ver evidências de sua compreensão globulista da matéria orgânica (e, de fato, esta visão tem sido freqüentemente citada como evidência de suas inadequações observacionais), esta preocupação menor não pode desviar de dois princípios firmes que fundamentam seu trabalho: geração espontânea - e abandonar uma crença anteriormente sustentada à luz de novas evidências. Em seu método de analisar um problema, Leeuwenhoek foi capaz de estabelecer muitas das regras básicas da experimentação e fez muito para fundar, não apenas a ciência da microscopia, mas também a filosofia da experimentação biológica. | ” |
| — Brian J. Ford, Leeuwenhoek scholar, 1992 | |   |

| “                                                                    | Leeuwenhoek é universalmente reconhecido como o pai da microbiologia. Ele descobriu protistas e bactérias. Mais do que ser o primeiro a ver este mundo inimaginado de ' animálculos ', ele foi o primeiro a pensar em olhar - certamente, o primeiro com o poder de ver. Usando seus próprios microscópios enganosamente simples, de lente única, ele não apenas observou, mas conduziu experimentos engenhosos, explorando e manipulando seu universo microscópico com uma curiosidade que desmentia sua falta de um mapa ou orientação. Leeuwenhoek foi um pioneiro, um cientista do mais alto calibre, mas sua reputação sofreu nas mãos daqueles que invejavam sua fama ou desprezavam suas origens não escolarizadas, bem como por meio de seu próprio sigilo desconfiado de seus métodos, que abriu um mundo que outros poderiam não compreender. | ” |
| — Nick Lane, Philosophical Transactions of the Royal Society B, 2015 | |   |

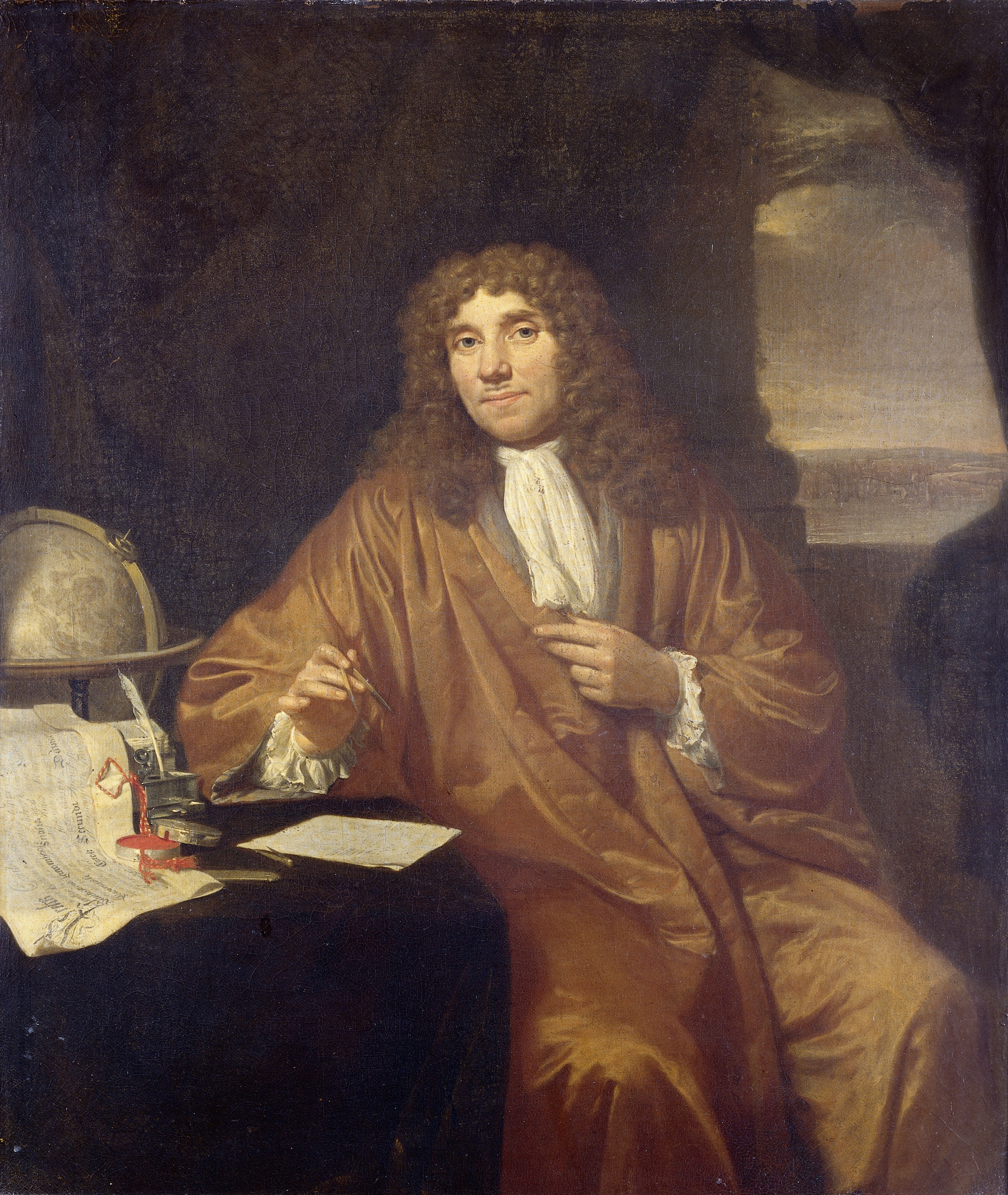
Como o primeiro microscopista e microbiologista reconhecido na história, Antonie van Leeuwenhoek foi o primeiro a descobrir (observar), estudar, descrever, conduzir experimentos científicos com uma grande variedade de organismos microscópicos (incluindo bactérias, que ele chamou de "animálculos") e relativamente determinar seu tamanho, usando microscópios de lente única de seu próprio projeto.

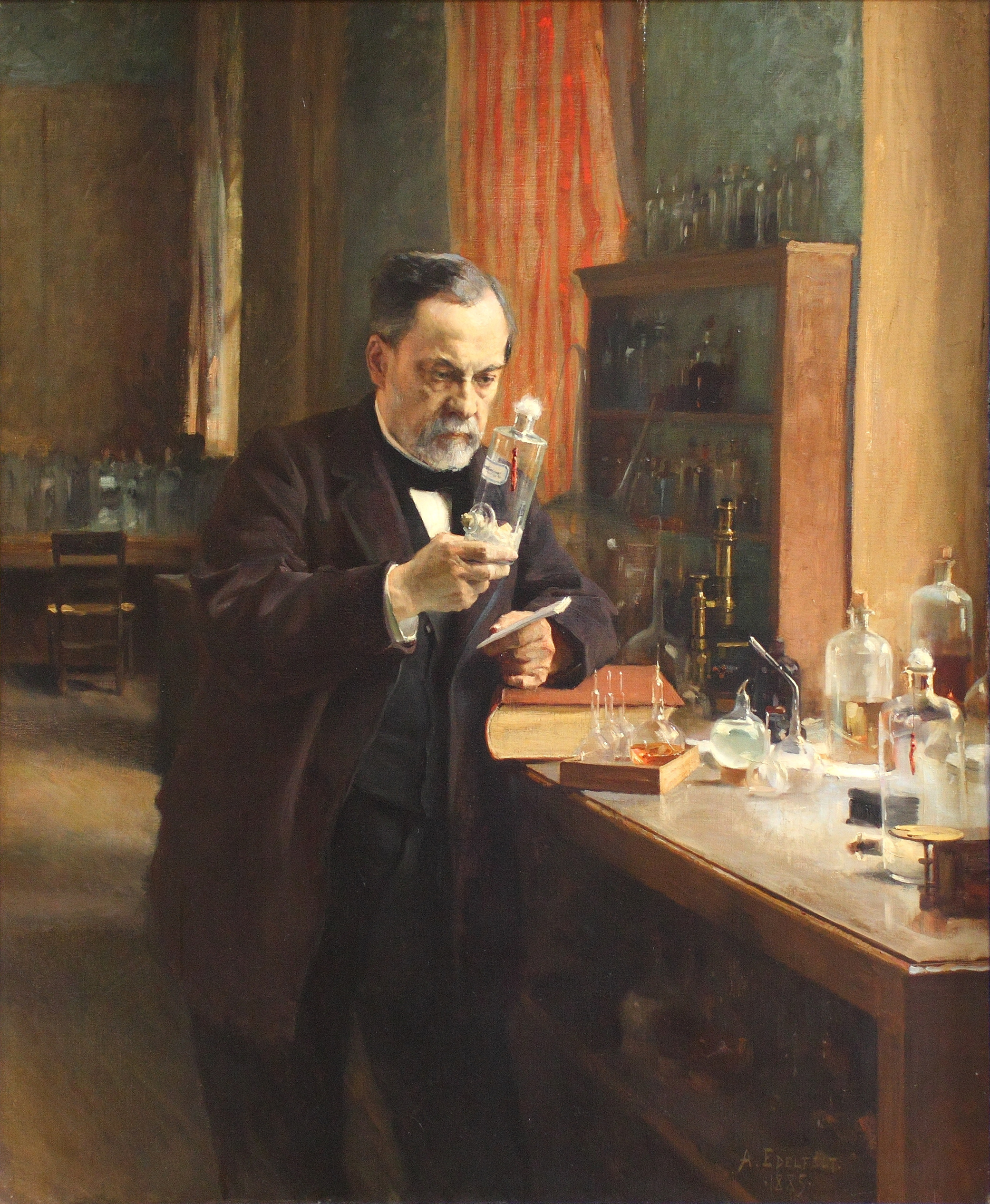
Louis Pasteur em seu laboratório, pintura de A. Edelfeldt em 1885

A descoberta da conexão dos microrganismos às doenças pode ser datada do século XIX, quando o médico alemão Robert Koch introduziu a ciência dos microrganismos no campo médico. Ele identificou bactérias como a causa de doenças infecciosas e processo de fermentação em doenças. Cientista francês Louis Pasteur desenvolveram técnicas de produção de vacinas. Tanto Koch quanto Pasteur desempenharam um papel na melhoria da antissepsia no tratamento médico. Isso teve um enorme efeito positivo na saúde pública e deu uma melhor compreensão do corpo e das doenças. Em 1870-1885, os métodos modernos da técnica bacteriológica foram introduzidos pelo uso de manchas e pelo método de separação de misturas de organismos em placas de meio nutriente. Entre 1880 e 1881, Pasteur produziu duas vacinações bem-sucedidas para animais contra doenças causadas por bactérias e foi bem-sucedido. A importância das bactérias foi reconhecida, uma vez que levou a um estudo de prevenção e tratamento de doenças por vacinas. A bacteriologia se desenvolveu e pode ser estudada na agricultura, biologia marinha, poluição da água, genética bacteriana e biotecnologia.